# Buenos Aires, Hidalgo
Buenos Aires är en ort i Mexiko.   Den ligger i kommunen Cuautepec de Hinojosa och delstaten Hidalgo, i den sydöstra delen av landet, 110 km nordost om huvudstaden Mexico City. Buenos Aires ligger 2 311 meter över havet och antalet invånare är 834.
Terrängen runt Buenos Aires är huvudsakligen kuperad, men den allra närmaste omgivningen är platt. Runt Buenos Aires är det ganska tätbefolkat, med 108 invånare per kvadratkilometer. Närmaste större samhälle är Tulancingo, 10,1 km nordväst om Buenos Aires. Trakten runt Buenos Aires består till största delen av jordbruksmark.